# Hypsilurus schoedei
Hypsilurus schoedei là một loài thằn lằn trong họ Agamidae. Loài này được Vogt mô tả khoa học đầu tiên năm 1932.